# AD Bahia de Feira
AD Bahia de Feira is een Braziliaanse voetbalclub uit Feira de Santana in de deelstaat Bahia. 

## Geschiedenis
De club werd opgericht op 2 juli 1937. In 2011 werd de club staatskampioen. In 2023 bereikte de club de kwartfinale van de Série D en stond zo op een zucht van promotie, maar verloor dan van Athletic.  

## Erelijst
Campeonato Baiano
2011